# The Undertones
The Undertones är ett rockband bildat 1974 i Derry, Nordirland. Originalbandet bestod av Feargal Sharkey (sång), John O'Neill (gitarr), Damian O'Neill (gitarr, keyboard, sång), Michael Bradley (bas, sång) och Billy Doherty (trummor). Gruppen spelade i början en energisk poppunk med Sharkeys karakteristiska tenorröst och texter om saker som tonårskärlek, tjejer och sommaren.
1978 släppte de sin debut-EP, Teenage Kicks, som innehöll fyra låtar. Den blev en hit med hjälp av DJ:n John Peel som påstod att titelspåret var hans favoritlåt alla kategorier. Många artister har gjort covers på Teenage Kicks. Legenden säger också att John O'Neill under många år var osams med sin kusin för texten till låten My perfect cousin.
Bandet har släppt fyra studioalbum: The Undertones (1979), Hypnotised (1980), Positive Touch (1981) och The Sin of Pride (1983). Bandet upplöstes 1983 men återförenades 1999 med Sharkey ersatt med Paul McLoone och sedan dess släppt två album.

## Diskografi 1978-2007
1978
- Teenage Kicks (EP)
- Get Over You (Singel)

1979
- The Original Undertones (Album)
- The Undertones (Album)
- Jimmy Jimmy (Singel)
- Here Comes The Summer (Singel)
- You've Got My Number (Singel)

1980
- My Perfect Cousin (Singel)
- Hypnotised (Album)
- Wed Week (Singel)

1981
- Its Going To Happen (Singel)
- The Positive Touch (Album)
- Julie Ocean (Singel)

1982
- Beautiful Friend (Singel)

1983
- The Love Parade (Singel)
- The Sin Of Pride (Album)
- Got To Have You Back (Singel)
- Chain Of Love (Singel)
- All Wrapped Up (Samling)

1989
- The Peel Sessions Album (Album)

2003
- Thrill Me (Singel)
- Get What You Need (Album)

2004
- Listening In: Peel Sessions 1978-1982 (Album)

2007
- Dig Yourself Deep (Album)